# Scan (Prison Break)
| "Scan"             | "Scan"                  |
| ------------------ | ----------------------- |
| Capítulo #         | Temporada 2, Capítulo 3 |
| Guion              | Zack Estrin             |
| Director           | Bryan Spicer            |
| Emisión en USA     | 4 de septiembre de 2006 |
| Cronología         |                         |
| Capítulo anterior  | Otis                    |
| Capítulo siguiente | First Down              |

"Scan" es el tercer capítulo de la segunda temporada de la serie Prison Break, el cual salió al aire el 4 de septiembre de 2006, a través de FOX, en los Estados Unidos.

## Sinopsis

### Resumen
Uno de los bienes más valiosos de Michael cae en manos de Mahone; el gobernador da una horrible noticia a Sara; Sucre y C-Note buscan reunirse con sus familias a cualquier precio.

### Trama
Mahone (William Fitchner) y su equipo miran fijamente un auto incendiado y abandonado en una cuneta. El comisario le pregunta si sabe cuál de los dos estaba en el auto. Retrocedemos doce horas. Informan a Mahone que su gente está vigilando a los familiares y amigos de Burrows (Dominic Purcell) y Scofield (Wentworth Miller). Tienen todas las guardias médicas controladas. Mahone asegura que cualquier persona cuando escapa comete un error en las primeras setenta y dos horas. Nika (Holly Valance) abre la puerta para recibir a Michael y Lincoln, ensangrentado. Michael le pide que consiga elementos para curar la herida de Lincoln y ropa limpia. Luego regresa a buscar el auto ya que en su interior hay algo que debe desaparecer. Llega hasta la ferretería donde quedó estacionado… pero ya no está. Mira en su muñeca los números tatuados: 38, 12 y 1037. Mahone tiene la mochila de Michael con sus pertenencias. Mientras revisa el pasaporte cree estar seguro de que ese es el “primer error” de Michael. En la licorería, Bellick (Wade Williams) se encuentra con el exoficial Geary (Matt DeCaro). Luego de una dura pelea discuten sobre la recompensa ofrecida. Bellick dice que irá tras ellos y Geary se ofrece como colaborador. Michael llega al depósito de autos para buscar el suyo. En ese mismo momento Mahone interroga al vagabundo que robó la mochila de Michael. Este le explica que la grúa remolcó el auto. Sucre (Amaury Nolasco) se comunica telefónicamente con Petey (Maurice Ripke), un amigo, quien le cuenta que Maricruz y Héctor se casan en dos días. Sucre le dice que lleve a Maricruz a su casa esa noche y espere allí. Chuck (Christopher Berry) trae el auto de Michael, que está furioso al descubrir que falta la mochila. Sara (Sarah Wayne Callies) tiene el alta médica pero en la puerta del hospital la recibe la policía para arrestarla. Kellerman observa. Mahone se comunica con Chuck. Este, sin inmutarse, le explica que Michael está allí. Mahone le ordena que lo retenga pero Michael le quita las llaves y escapa.
C-Note (Rockmond Dunbar) intenta explicar la situación a su esposa Kacee (Cynthia Kaye McWilliams). Mahone y Lang (Barbara Eve Harris) escuchan cuando él le dice que en una semana la espera en la habitación del arco iris – Rainbow Room - donde alguna vez se sacaron una foto juntos. Mahone envía a Lang a hablar con Kacee. Michael cambia las patentes del auto, agradece a Nika y parte con Lincoln. Bellick ingresa a Fox River y amenaza a Manche (Joe Nunez). Si no le dice todo lo que sabe se asegurará de conseguirle un abusador sexual como compañero de celda. El Gobernador Tancredi (John Heard) visita a su hija y cancela la fianza. Le explica que alguien pagará por lo ocurrido en Fox River. Les conviene a ambos que no sea ella, ya que en una semana será nombrado Vicepresidente. Michael define cómo Mahone deduce su tatuaje. Hace una llamada a un correo de voz prepago. Los federales la interceptan. Mientras el teléfono esté en uso pueden rastrearlo. Detienen a Sucre por multas vencidas. Cuando el policía regresa a su moto para hablar por radio, Sucre se escabulle, sube al tren y escapa.
C-Note entra a la escuela de su hija y le pide que le pase un mensaje a su madre: que encienda la luz de entrada a las siete en punto si aún confía en él. Michael y Lincoln toman la Ruta 38, el primero de los números del tatuaje de la muñeca. Michael se detiene sobre un puente exactamente a 12 millas (19 kilómetros): el segundo número del tatuaje, donde deben aflojar los tornillos de la vía. Preparan el auto para que caiga por el puente hasta el barranco. Michael busca unas bolsas ensangrentadas que están en el baúl y las desparrama como si fueran partes de un cuerpo. Enciende la radio. En cuanto presione el botón “búsqueda rápida (scan)” y se sintonice la estación 103.7 el auto estallará. Empuja y se alejan del lugar. Michael se da cuenta de que la radio no se sintonizó. Deberá hacerlo en forma manual. Se escucha la sirena de los patrulleros de Mahone. Alcanzan el auto y Lincoln dice: “Es mi turno”. Presiona el botón del dial. Mahone y su gente escuchan una fuerte explosión. Sucre llega hasta la casa de Petey y se entera de que la boda es en Las Vegas. Toma la moto nueva de Petey y parte hacia allí. Sara participa de su primera reunión de Alcohólicos Anónimos y admite ser adicta. También está Kellerman bajo una identidad falsa haciéndose pasar por otro adicto. 
Regresamos a la escena del principio. Los Federales asumen que ambos hermanos estaban dentro del auto. Parece que Mahone está a punto de perder. Compara a Michael con el caso Shales: un convicto a quien persiguió y que finalmente logró escapar. Se traga otra de sus pastillas. Los hermanos trepan una colina cercana. Michael calcula que estarán lo suficientemente alejados del radar para llegar hasta México. Kacee observa el tranquilo sueño de Dede. Vemos que las luces sobre su cama reflejan un arco iris en la pared. Enciende las luces de entrada… pero se encuentra con Lang que desea conversar sobre unos temas. Nika ayuda a Michael. Una vez más, le agradece y promete enviarle trece mil dólares en cuanto lleguen a México. Suben al auto. Lincoln conduce. Nika dice que tomará el micro en la próxima parada. Mientras el trío se aleja vemos a Bellick y Geary observar desde el auto. Sabían que la chica los llevaría hasta la presa.
- Datos: Q3204959